# Шон Кели
Шон Кели (енгл. Sean Kelly; 24. мај 1956) је бивши ирски професионални бициклиста у периоду од 1977. до 1994. Кели је био један од најуспешнијих бициклиста 80-их година. Освојио је девет класика, остварио је 193 победе укупно у каријери, освајао је Париз—Ницу седам година заредом, освојио је Вуелта а Еспању 1988. године. Два пута је завршавао трећи на светском првенству (1982, 1989), а завршио је пети 1987. године, кад је његов сународник Стивен Роуч освојио светско првенство.

## Детињство и аматерска каријера
Кели је рођен у Ирском Вотерфорду, дали су му име Џон Џејмс Кели, а касније, да би избегли забуну код куће, променили су му име у Шон. Похађао је Крехана националну школу осам година. Са 13 година је напустио школу, да би помогао на фарми, јер му је отац био у болници у Вотерфорду јер је имао чир. Са 16 година је почео да ради као зидар.
Кели је почео да се бави бициклизмом након што је његов брат почео да се такмичи за школу 1969. године. Његов брат Џо је возио и победио на локалној трци 4. августа 1970. Кели је своју прву трку возио у Карикбергу, 13 километара. Трка на којој су слабији возачи стартовали први, а они јачи су стартовали задњи. Кели је победио са преко три минута, а са 16 година је освојио национално јуниорско првенство.
Национално првенство освојио је и 1973. и узео је сениорску лиценцу пре него што је напунио 18 година. Освојио је меморијалну трку Шеј Елиот 1974. и 1975. када је освојио и етапу на Туру Ирске. Кели и још двојица ирских возача су отишла у Јужну Африку, да возе етапну трку, као припрему за Олимпијске игре 1976. Возили су под лажним именима јер је било забрањено спортистима да се такмиче у Јужној Африци у знак протеста против апартхејда. Били су суспендовани на шест месеци, а након што су возили опет, Међународни олимпијски комитет их је суспендовао доживотно са олимпијских игара.
Пошто није могао да вози у Канади, возио је Тур Британије 1976. а затим је отишао у Мец. Тамо је потписао за клуб, за 25 долара недељно и бесплатан смештај. Кели је победио на 18 од 25 трка које је возио у Француској и освојио је аматерску верзију трке Ђиро ди Ломбардија. То је задивило двојицу француских менаџера, Џона Де Грибалдија и Сирила Гимара. Де Грибалди је отишао у Ирску, да пита Келија да потпише уговор за тим Фландрија, али није знао где живи ни да ли ће га препознати. Повео је са собом бициклисту да би преводио. Нашли су Келија у Даблину, у кући његовог полубрата. Де Грибалди му је понудио четири хиљаде месечно и бонусе. Недељу касније, Кели је тражио шест хиљада и добио их је.

## Професионална каријера

### Почетак каријере
Професионалну каријеру почео је 1977. године, у тиму Фландрија, који је био подељен у два дела, јачи возачи који су били у Белгији и слабији, који су били у Француској, Кели је био у другој групи.
Већ 1978. године, возио је свој први Тур де Франс, где је носио и лидерску мајицу. На крају сезоне, напустио је тим, прешао је у Сплендор, мали тим где је био лидер.
Кели је имао репутација спринтера који не може да осваја етапне трке, али је завршио четврти на Вуелти 1980. године, победио на четири етапе и освојио класификацију по поенима.
1981. године, освојио је једну етапу на Тур де Франсу.

### 1982—1986
1982. године, Кели је чуо да је Де Грибалди основао нови тим, Sem-France Loire, и Кели је прешао код њега. Са новим тимом, освојио је 15 место на Тур де Франсу и класификацију по поенима и освојио је своју прву Париз—Ницу, од седам узастопних.
Наредне године је опет освојио класификацију по поенима на Тур де Франсу, али је напредовао и овога пута је освојио седмо место у генералном пласману, а осим Париз—Нице, освојио је и Ђиро ди Ломбардију.
1984. године, освојио је пето место на Туру и друго у класификацији по поенима. По први пут је освојио Лијеж—Бастоњ—Лијеж и Париз—Рубе, а осим тога, освојио је Вуелта Каталонију, Тур Баскијске земље и Критеријум Интернационал. 1985. године, опет је освојио класификацију по поенима на Тур де Франсу и четврто место у генералном пласману. На Вуелти, освојио је три етапе и класификацију по поенима, а у генералном пласману је завршио на деветом месту и освојио је Ђиро ди Ломбардију.

### 1986—1988
1986. године није учествовао на Тур де Франсу, освојио је Вуелта Каталонију, Тур Баскијске Земље, Гран при десет нација, Париз—Рубе и Милан—Санремо, пре учешћа на Вуелти, где је освојио свој први подијум на гранд тур тркама, треће место, уз још једну класификацију по поенима.
1987. године освојио је по трећи (и задњи) пут Тур Баскијске земље и Критеријум Интернационал, Тур де Франс није успио да заврши, као ни Вуелту, где је победио на две етапе.
1988. године освојио је Париз—Ницу задњи пут, од седам узастопних. Неколико недеља касније, освојио је Гент—Вевелгем. Кели се вратио на Вуелта а Еспању у априлу. Вуелта је стартовала у Тенерифама, а Кели је изгубио доста времена, које је надокнађивао на пролазним спринтевима. Након четири етапе, надокнадио је минут, а онда се кренуло у планине. На брдском хронометру је изгубио два од Кубина, а на етапи 13 је вратио минут и по. На етапи 16, Анселмо Фуерте је преузео вођство од Кубина. У наредним етапама је Кели смањивао заостатак и имао је 21 секунду пре хронометра на задњој етапи. На хронометру је победио Фуертеа са скоро два минута и освојио је Вуелту, уз класифијацију по поенима и две етапне победе. То је било његово задње учешће на Вуелти. После Вуелте, возио је Тур де Франс и након две године, успио је да га заврши, али без већих успеха, 46 место у генералном пласману и треће место у класификацији по поенима.

### 1989—1991
1989. године, освојио је по други пут Лијеж—Бастоњ—Лијеж, а након тога, освојио је по четврти и задњи пут класификацију по поенима на Тур де Франсу, завршивши га на деветом месту у генералном пласману.
1990. године, освојио је по други пут Тур Швајцарске, а на Ђиро ди Ломбардији завршио је десети, док на Тур де Франсу није имао неких успеха, завршио је на 30 месту.
1991. године, освојио је Нисан Интернационални Класик и Ђиро ди Ломбардију, Тур де Франс није успио да заврши.

### 1992—1994
1992. године је учествовао задњи пут на Тур де Франсу и завршио га је на 43 месту. Такође, 1992. године, је учествовао први и једини пут на Ђиро д’Италији и није успио да заврши трку, а освојио је Милан—Санремо.
1994. година је била Келијева задња у професионалном каравану, где је возио трку Катавана, а задња трка била му је Трка Хампер, на којој је било присутно око 1200 бициклиста, међу којима Еди Меркс, Лоран Фињон, Бернар Ино и Стивен Роуч.

## Крај каријере и приватни живот
Након што је завршио каријеру, Кели је основао бициклистичку академију Шон Кели у Белгији. 2006. је основао први професионални тим у Ирској, у коме су возили млади Ирци и возачи који су били чланови његове академије у Белгији. Тим се од 2013. зове Ан пост Чејн, са седиштем у академији Шона Келија у Фландрији.
Први Тур Шона Келија у Вотерфорду је одржан 19. августа 2007. и учествовало је 910 такмичара. Наредне године било је преко две хиљаде, а 2011. преко осам хиљада.
У новембру 2013. универзитет у Даблину, дао му је почасни докторат из филозофије због његовог доприноса ирском спорту. Задњих година, Кели је коментатор на Еуроспорту у Енглеској.